# Luis II de Borbón-Montpensier
Luis de Borbón-Montpensier (1483-Reino de Nápoles, Nápoles, 14 de agosto de 1501), fue un noble francés.

## Vida
Era hijo de Gilberto de Borbón-Montpensier y de Clara Gonzaga.A la muerte de su padre en 1496, se convirtió en conde de Montpensier, conde de Clermont-en-Auvernia y delfín de Auvernia. 
Intervino en la Tercera Guerra Italiana en 1501. Después de la conquista de Nápoles, Luis fue a Pozzuoli para rendir homenaje al cuerpo de su padre; pero cuando recibió los restos de su padre, rompió a llorar y sufrió una fuerte fiebre. Y participó en las tomas de Merillano y Capua, murió poco después, soltero y sin hijos en el año 1501 por lo que su hermano menor, Carlos III de Borbón, le sucedió.